# I. Oldenburgischer Deichband
Der I. Oldenburgische Deichband ist ein Wasser- und Bodenverband mit Sitz in Brake (Niedersachsen).
Der Deichband ist zuständig für die Errichtung und den Unterhalt der Deiche und seiner dazugehörigen Anlagen sowie die Überwachung der Deichsicherheit im Verbandsgebiet.
Der Deichband wurde als Deichgenossenschaft durch die Deichordnung für das Herzogtum Oldenburg vom 8. Juni 1855 gegründet und nahm am 1. Januar 1856 seine Arbeit auf.

## Gebiet
Die Deichlinie beginnt bei Wardenburg auf der östlichen Seite der Hunte am Hemmelsbäker Kanal, läuft weiter entlang der Hunte bis zur Weser, die Weser entlang bis zum Ochtumsperrwerk und die Ochtum entlang bis zum Ende des Sanddeiches in Hasbergen (Delmenhorst). Innerhalb dieses Gebiets ist jedes Grundstück dem Verband zugehörig, welches eine Höhenlage bis sechs Meter über Normalnull aufweist. Sogenannte Insellagen, also Bodenerhebungen über der Höhenlage von sechs Metern über NN innerhalb des Verbandsgebiets, gehören ebenfalls mit zum Verbandsgebiet.

## Organe
Der Verband wird vertreten durch Ausschuss, Vorstand und Verbandsvorsteher.
Die über 30.000 Mitglieder des Verbands wählen einen Ausschuss, der wiederum einen Vorstand wählt. Der Vorstand bestimmt aus seiner Mitte den Verbandsvorsteher und dessen Stellvertreter. Seit dem 13. August 2009 ist Cord Hartjen Verbandsvorsteher.

## Projekte

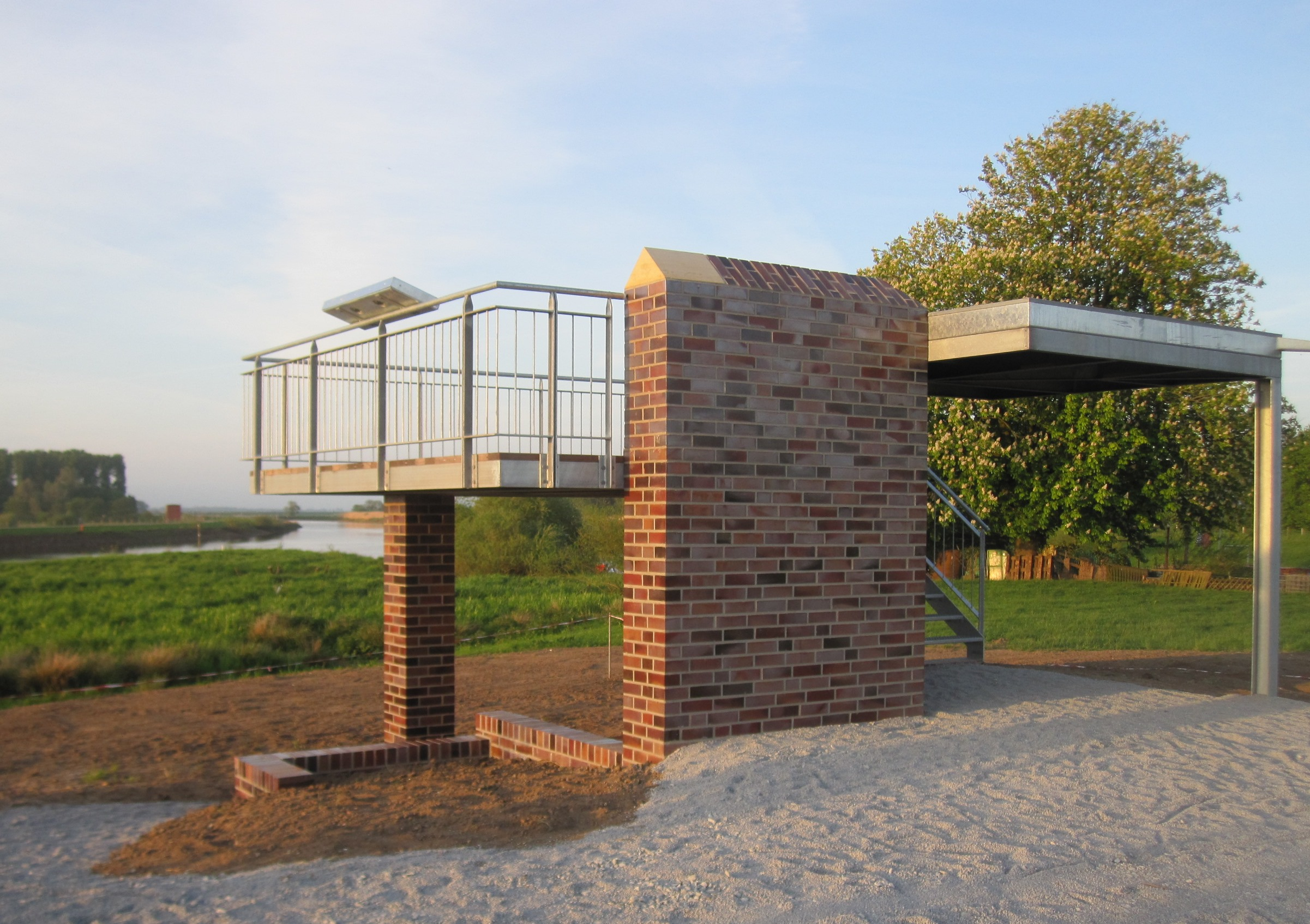
Informationsstand des Deichbandes in Iprump an der unteren Hunte

Unter anderem war der Deichband Träger für folgender Maßnahmen:
- Erhöhung und Verstärkung des Weserdeiches zwischen Ranzenbüttel und Ganspe
- Herstellen des Deichverteidigungsweges bei Buttelerhörne

Eine Übersicht dieser und weiterer Maßnahmen über mehrere Haushaltsjahre hinweg hat der Niedersächsische Landesbetrieb für Wasserwirtschaft, Küsten- und Naturschutz veröffentlicht.